# مرسدس-بنز کلاس-اس‌ال‌کا

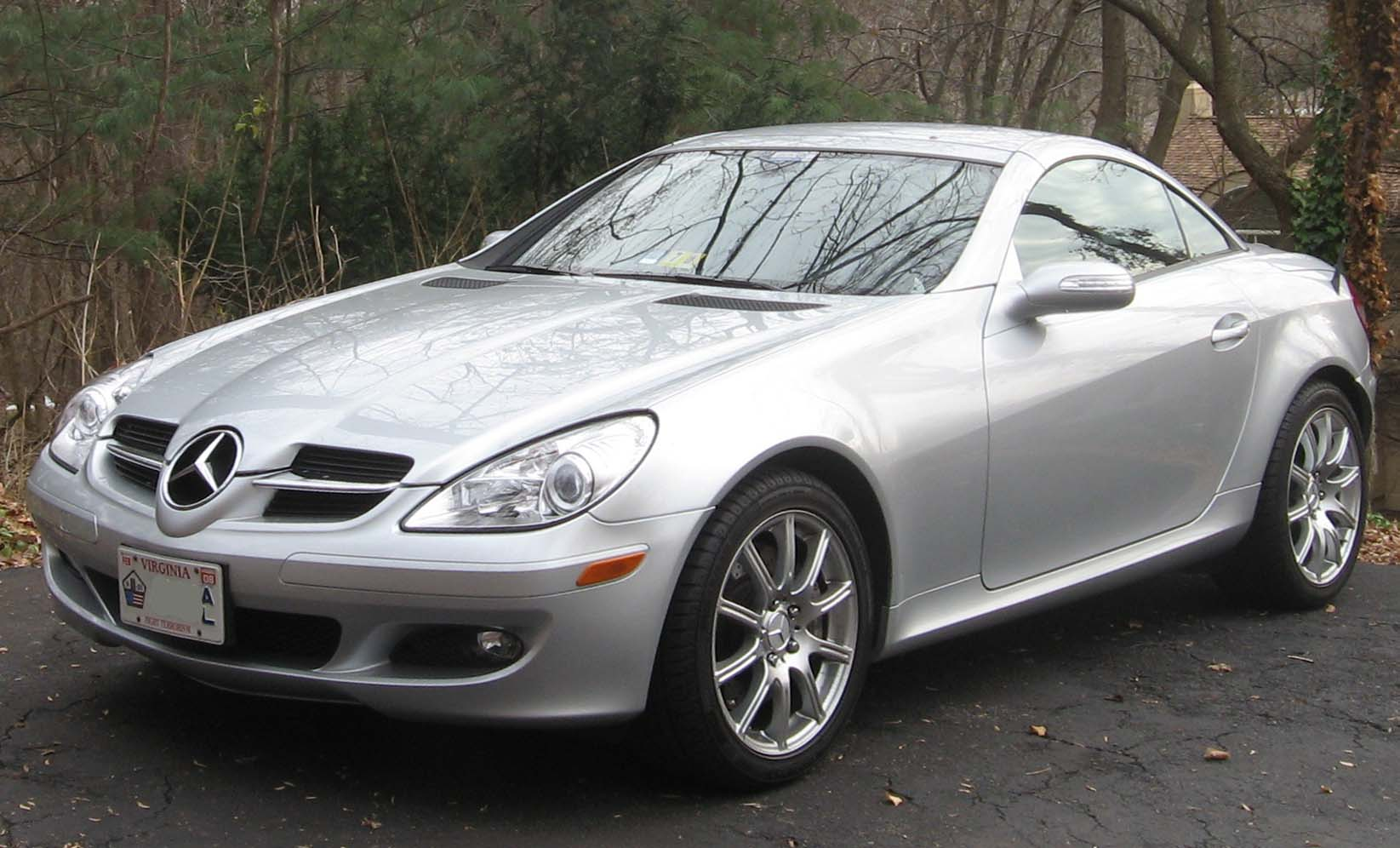

مرسدس بنز اس‌ال‌کا (Mercedes-Benz SLK-Class) خودرویی است که از سال ۱۹۹۷ تا سال 2016 تولید و پس از آن با تغییراتی با نام اس ال سی (Mercedes-Benz SLC) تا سال 2020 تولید شده است.
این خودرو در کلاس خودرو اسپورت قرار گرفته، طراحی آن خودروهای موتور جلو-محور عقب بوده است. 